# Luise av Österrike-Toscana
Luise av Österrike-Toscana, född den 2 september 1870 i Salzburg, död den 18 mars 1947 i Bryssel, var en österrikisk ärkehertiginna, och kronprinsessa av Sachsen 1891-1902 som gift med Fredrik August III. 

## Biografi
Luise var dotter till storhertig Ferdinand IV av Toscana och Alice av Bourbon-Parma.

### Kronprinsessa av Sachsen
Hon förmäldes den 21 november 1891 med prins Fredrik August, sedermera kung Fredrik August III av Sachsen. 
Luise fann livet vid det sachsiska hovet, med dess stränga etikett, outhärdligt. Hon kom inte överens med sin svärfar, sin svägerska eller inrikesministern. Hennes svärfar, kung Georg, sägs ha avskytt henne på grund av hennes glada, opassande skratt och för att hon tyckte om att cykla omkring iklädd den tidens nyhet på modefronten, byxkjol. Hon blev däremot populär bland allmänheten genom sitt sätt att trotsa etiketten. 
Det gick rykten om att Luise var otrogen med tandläkaren O'Brian och med sina barns fransklärare, belgaren André Giron. Luise var då gravid i fjärde månaden och det skvallrades om att Giron var far till det barn hon väntade. Hennes påstådda affär med Giron bekräftades när kungafamiljen fick tillgång till ett privat telegram Luise sänt till Giron. 

### Skilsmässa
Hennes svärfar kung Georg hyste planer på att låta spärra in Luise på sinnessjukhus på livstid. På senhösten 1902, då hon var gravid med sitt sjunde barn,  flydde Luise i hemlighet, natten till den 12 december 1902, till Genève, där hon mötte upp med sin älskare André Giron. Hennes flykt förorsakade en enorm skandal. 
Luise förklarades 14 januari 1903 "förlustig sina rättigheter som medlem av sachsiska kungliga huset". Äktenskapet upplöstes officiellt den 11 februari 1903 vid ett domstolsutslag i Dresden. Hon förlorade vårdnaden om sina barn, som skulle uppfostras som "prinsar och prinsessor av Sachsen". Samtidigt bröt Luise förbindelsen med Giron. 
Den 4 maj 1903 födde hon dottern Anna Monika Pia. Hennes exman sände en läkare för att fastställa vem som var far till barnet, och läkare fastställde på grundval av barnets färger att det var hennes exmake. Fredrik August erkände Anna Monika Pia som sin dotter och krävde att hon skulle sändas till Dresden, men Luis vägrade. I juli 1903 fick Luise titeln "grevinna av Montignoso" samt en årlig pension.

### Senare år
Luise försökte år 1904 träffa sina äldsta barn i Dresden, men hindrades av en polisvakt runt slottet. Hon levde i flera år hos sin födelsefamilj i Florens. 
Den 25 september 1907 gifte Luise om sig med den italienske tonsättaren Enrico Toselli. Samma år fick hennes exman vårdnaden om hennes dotter Anna Monika Pia. I samband med sitt äktenskap med en icke kunglig person förlorade hon de titlar och den kejserliga status hon hade genom födseln. Paret bosatte sig nära Florens och fick en son tillsammans. Äktenskapet mellan Luise och Enrico Toselli upplöstes 1912. Vårdnaden om deras son tillföll maken. 
Luise skapade en ny skandal då hon år 1911 utgav sina memoarer. 
Efter första världskrigets slut 1918 bosatte sig Luise i Bryssel. Hon levde på ett litet underhåll från släktingar, som hon förlorade vid den tyska invasionen 1940. Under sina sista år arbetade hon som blomförsäljare. Hon avled fattig 18 mars 1947 i Bryssel.

## Barn
I det först äktenskapet föddes sju barn:
- Georg (1893-1943), kronprins av Sachsen (avsade sig tronanspråk 1923) samt katolsk präst
- Fredrik Christian av Sachsen (1893-1968), gift 1923 med Elisabeth Helene av Thurn och Taxis (1903–1976)
- Ernst Heinrich av Sachsen (1896-1971), gift med Sophie av Luxemburg (1902–1941), and från med Virginia Dulon (1910–2002) (morganatiskt)
- Maria Alix Karola (dödfödd 1898).
- Margareta (1900-1962), gift 1920 med Fredrik av Hohenzollern-Sigmaringen (1891–1965)
- Maria Alix (1901-1990), gift 1921 med Frans Josef av Hohenzollern-Emden (1891–1964)
- Anna Monika Pia (1903–1976), gift 1924 med Josef Franz av Österrike (1895–1957), därefter med Reginald Kazanjian.

Från det andra äktenskapet:
- Carlo Emmanuele Filiberto Toselli (1908–1969)